# Agreste du Pernambouc

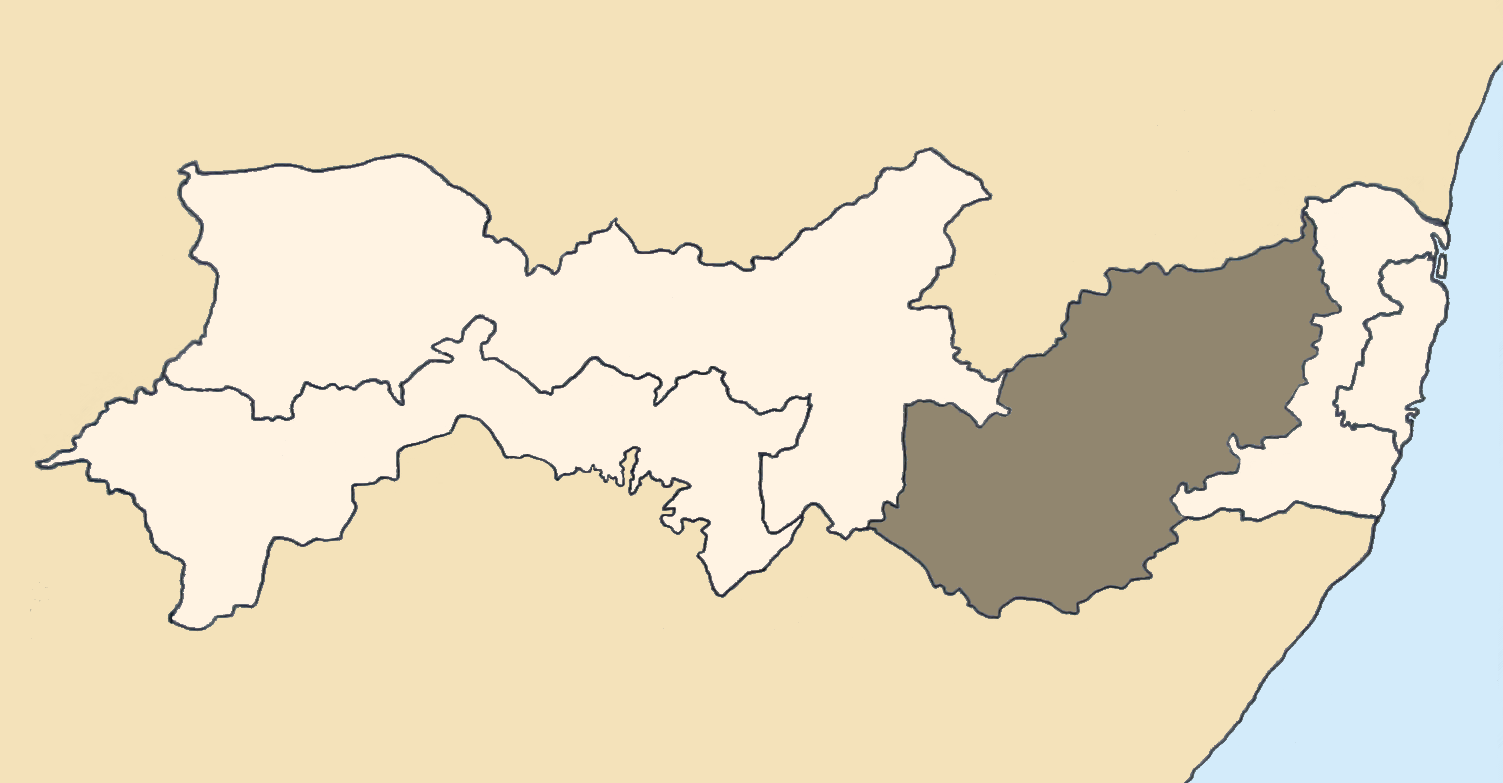
Étendue de la région de l'Agreste du Pernambouc.

L'Agreste du Pernambouc est l'une des 5 mésorégions de l'État du Pernambouc. Elle regroupe 71 municipalités groupées en 6 microrégions.

## Données
La région compte environ 1 800 000 habitants pour 24 400 km2.

## Microrégions
La mésorégion de l'Agreste du Pernambouc est subdivisée en 6 microrégions:
- Alto Capibaribe
- Brejo Pernambucano
- Garanhuns
- Médio Capibaribe
- Vallée de l'Ipanema
- Vallée de l'Ipojuca